# Джазмін Фелікс-Готам
Джезмін Готам (англ. Jazmin Hotham) — новозеландська регбістка, що спеціалізується на регбі-7, олімпійська чемпіонка, призерка Ігор Співдружності, медалістка чемпіонату світу з регбі-7. 
Золоту олімпійську медаль та звання олімпійської чемпіонки Готам виборола на Паризькій олімпіаді 2024 року
в складі збірної Нової Зеландії з регбі-7.